# Клейменовский
Клеймёновский (Клейменовский) — хутор в Новоаннинском районе Волгоградской области России. Входит в состав Деминского сельского поселения. Население 123 человек (2010).

## География
Расположен в северо-западной части области. в лесостепи, в пределах Хопёрско-Бузулукской равнины, являющейся южным окончанием Окско-Донской низменности, возле рек Паника Степная и Паника (в гидрографии считающиеся одним водотоком).
Уличная сеть состоит из одного географического объекта: ул. Крестьянская
Абсолютная высота 81 метр над уровнем моря
.

## Население
| 2010 |
| ---- |
| 123  |

Гендерный состав
По данным Всероссийской переписи населения 2010 года в гендерной структуре населения из 123 человек мужчин — 60, женщин — 63 (48,8 и 51,2 % соответственно).
Национальный состав
Согласно результатам переписи 2002 года, в национальной структуре населения
русские составляли 98 % из общей численности населения в 128 человек

### Известные жители
- Макеев, Василий Степанович (р. 1948) — прозаик и поэт; Заслуженный работник культуры Российской Федерации (2007); почётный гражданин Волгоградской области (2007); лауреат Большой литературной премии России (2008).

## Инфраструктура
Развито сельское хозяйство. Личное подсобное хозяйство.
Ведется газификация хутора. Внутрипоселковый газопровод ввключён в областную целевую программу «Газификация Волгоградской области на 2013—2017 годы».

## Транспорт
Просёлочные дороги.